# Vrata Famagusta, Nikozija
Vrata Famagusta (turško Mağusa Kapısı) so vrata v obzidju Nikozije na Cipru. To so bila glavna vrata mesta: Porta Giuliana ali di sotto fra Stefana Lusignana Chorograffia, v današnjem času znana kot Vrata Famagusta. Ta zgradba v beneškem slogu je bila kopirana po znamenitih vratih Lazaretto v Candiji, ki jih je v začetku 16. stoletja zasnoval Michael Sammicheli, in so sestavljena iz obokanega prehoda skozi zemeljsko obzidje mesta s skrbno izvedeno kroglasto kupolo, 11 metrov v premeru, v njenem središču. Prehod je dovolj velik za prevoz dveh vozil, osvetljen pa je s krožno odprtino v središču kupole v slogu Panteona v Rimu. Zdi se, da so na obeh straneh prehoda vhodi v komore, ki so zdaj blokirane. Zunanji vhod Porta Giuliana je majhen obok v vhodnem kotu ali orecchione v bastijonu Caraffa, ki je zdaj nekoliko poškodovan zaradi lomljenja ločnih kamnov, pa tudi stara vrata itd. Na notranji strani prehoda, obrnjenega proti mestu, je impozantna fasada.

## Zgodovina
Vrata so leta 1567 zgradili Benečani kot del novega mestnega obzidja in so jih po oblikovalcu prvotno imenovali Porta Giuliani. Osmanlije so jih leta 1821 obnovili, na vratih pa je bilo dodano razgledišče za verjeten grški upor.
V zgodnjem osmanskem obdobju so smeli skozi vrata s konji le Turki, medtem ko so morali kristjani in tujci hoditi. Vrata so bila ob sončnem zahodu zaklenjena in ob sončnem vzhodu ponovno odprta, ob petkih pa zaprta, muslimanski sveti dan, da bi stražarjem omogočili čas za molitev.
V britanskih kolonialnih časih so prostorne sobe ob vratih služile kot skladišče za gorivo in druge materiale. Čeprav je bil od leta 1934 do 1981 izveden postopen postopek konzerviranja, so prevladovale težave z vlago in vrata niso več v uporabi.
Leta 1980 se je občina Nikozija odločila, da bo vrata obnovila in ponovno uporabila kot kulturno središče. Vhodna tla so bila pokrita betonom, prostor pred vrati pa s tlakovci. Notranje stene in streho so očistili in nato izolirali. Klima in prezračevalni sistemi so bili nameščeni pod tlemi. Prostori so bili opremljeni s splošno razsvetljavo in posebno razsvetljavo za eksponate. Prehod in dve stranski sobi lahko delujeta kot celota ali kot tri posamezne površine.
Restavriranje je bilo končano leta 1981 in od takrat so vrata Famagusta postala živahno prizorišče razstav, ki pomagajo obnavljati sosesko Taht-el-kale v Nikoziji.

## Galerija
- Soseska Taht-el-kale in vrata Famagusta
- Zunanjost vrat Famagusta
- Bar v bližini vrat
- Vrata Famagusta startni prostor Nikozijskega maratona